# Jrafske (Donetsk)
Jrafske (en ucraniano: Графське, romanizado: Hrafske; en ruso: Графское, romanizado: Gráfskoye) es un asentamiento de tipo urbano ucraniano perteneciente al óblast de Donetsk. Situado en el este del país, hasta 2020 y después de esta fecha, Jrafske es parte del raión de Volnovaja y del municipio (hromada) de Oljinka.
El asentamiento se encuentra ocupado por Rusia desde marzo de 2022 en el marco de la invasión rusa de Ucrania.

## Toponimia
Hasta el 19 de mayo de 2016 se llamó Komsomolski (en ucraniano: Комсомольський; en ruso: Комсомольский) en honor al Komsomol y luego pasó a llamarse Jrafske en honor al fundador del parque forestal, Viktor Jraff (en ucraniano: Віктор Графф).

## Geografía
Jrafske está ubicado en medio del bosque Veliko Anadol, 11 km al noroeste de Volnovaja y 44 km al suroeste de Donetsk.

## Historia
El pueblo surgió de la estación meteorológica en medio del parque forestal, que existía desde 1852. Komsomolski recibió el estatus de asentamiento de tipo urbano en 1961. 
Por las leyes de descomunización de Ucrania, desde el 19 de mayo de 2016, se pasó a llamarse Jrafske.
Desde marzo de 2022, al comienzo de la invasión rusa de Ucrania, las tropas rusas se hicieron con el control de Jrafske y pasando a estar administrada por la autoproclamada República Popular de Donetsk.

## Demografía
La evolución de la población de Jrafske entre 2001 y 2022 fue la siguiente:
| 521                                                           | 416 | 373 | 385 | 380 |
| (Fuente: Cities & Towns of Ukraine y UKRAINE: Größere Städte) |     |     |     |     |

Según el censo de 2001, la lengua materna de la mayoría de los habitantes, el 86,76%, es el ucraniano; del 13,05% es el ruso.